# Anthurium willdenowii
Anthurium willdenowii är en kallaväxtart som beskrevs av Carl Sigismund Kunth. Anthurium willdenowii ingår i släktet Anthurium och familjen kallaväxter. Inga underarter finns listade.